# Pallavolo ai Giochi asiatici
La pallavolo ai Giochi asiatici è stata ammessa al programma sportivo dei Giochi asiatici dalla terza edizione nella versione maschile e dalla quarta edizione nella versione femminile.